# ریوتا ایمورا
ریوتا ایمورا (ژاپنی: 飯室 綾太؛ زادهٔ ۲۹ سپتامبر ۱۹۸۲) یک بازیکن فوتبال اهل ژاپن است.
از باشگاه‌هایی که در آن بازی کرده‌است می‌توان به باشگاه ورزشی یوکوهاما اشاره کرد.